# Советский район (Нижний Новгород)
Сове́тский райо́н — один из восьми внутригородских районов в составе Нижнего Новгорода.
К району административно относятся деревни Кузнечиха, Новопокровское и посёлок учхоза «Пригородный».
Администрация района находится на Советской площади. Площадь района — 35 км², численность населения — 146 549 чел. (2023).

## Расположение района

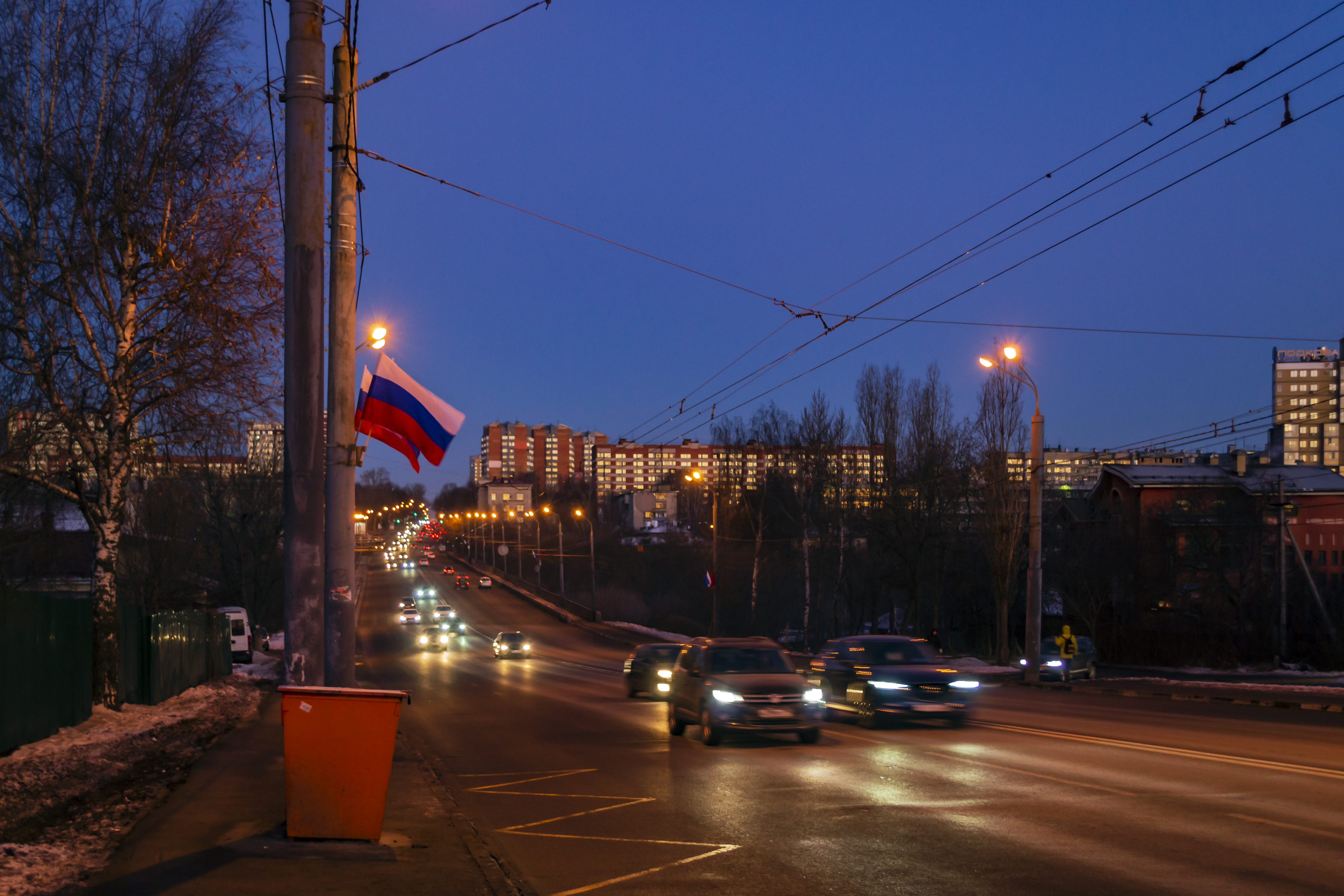
Улица Ванеева

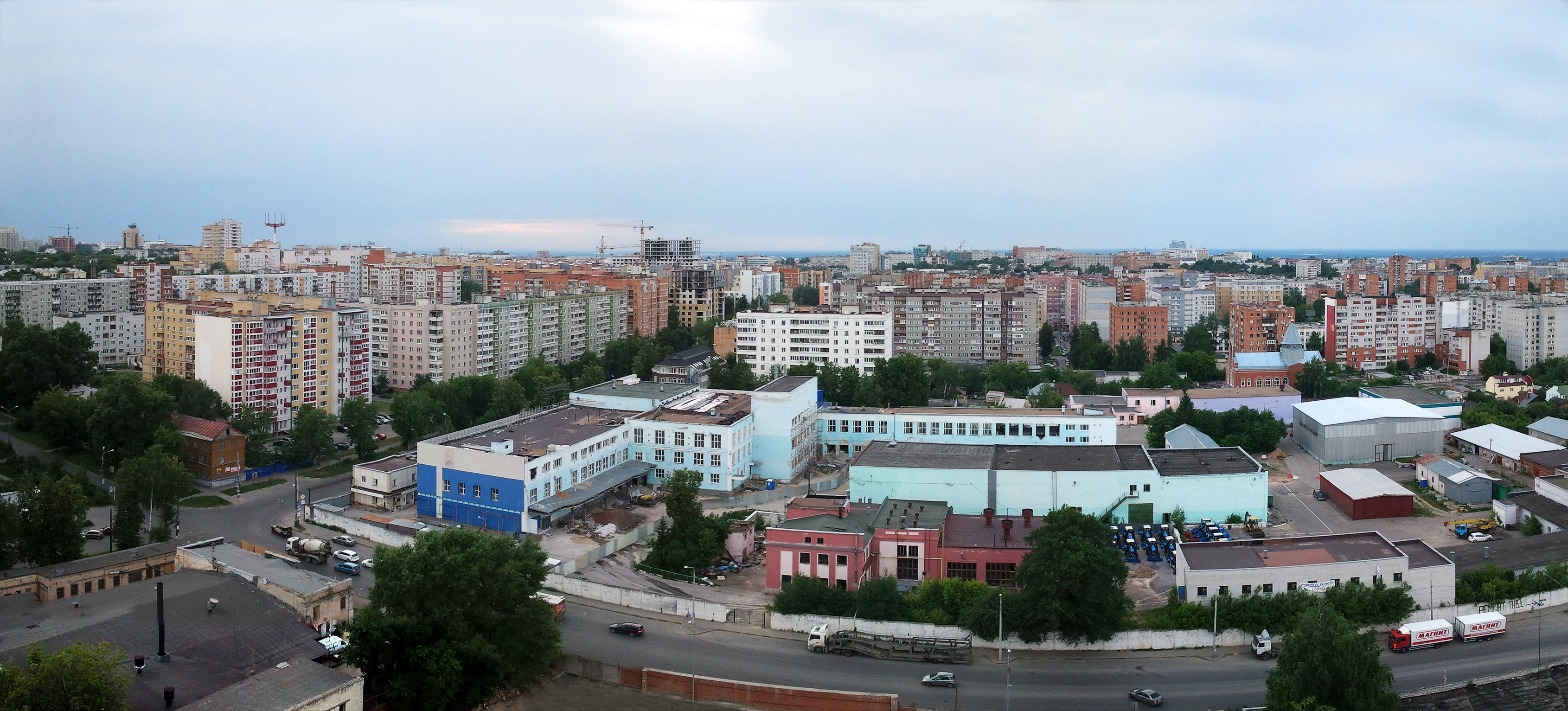
Вид на перекрёсток улиц Полтавской и Республиканской. На переднем плане — бывший завод шампанских вин

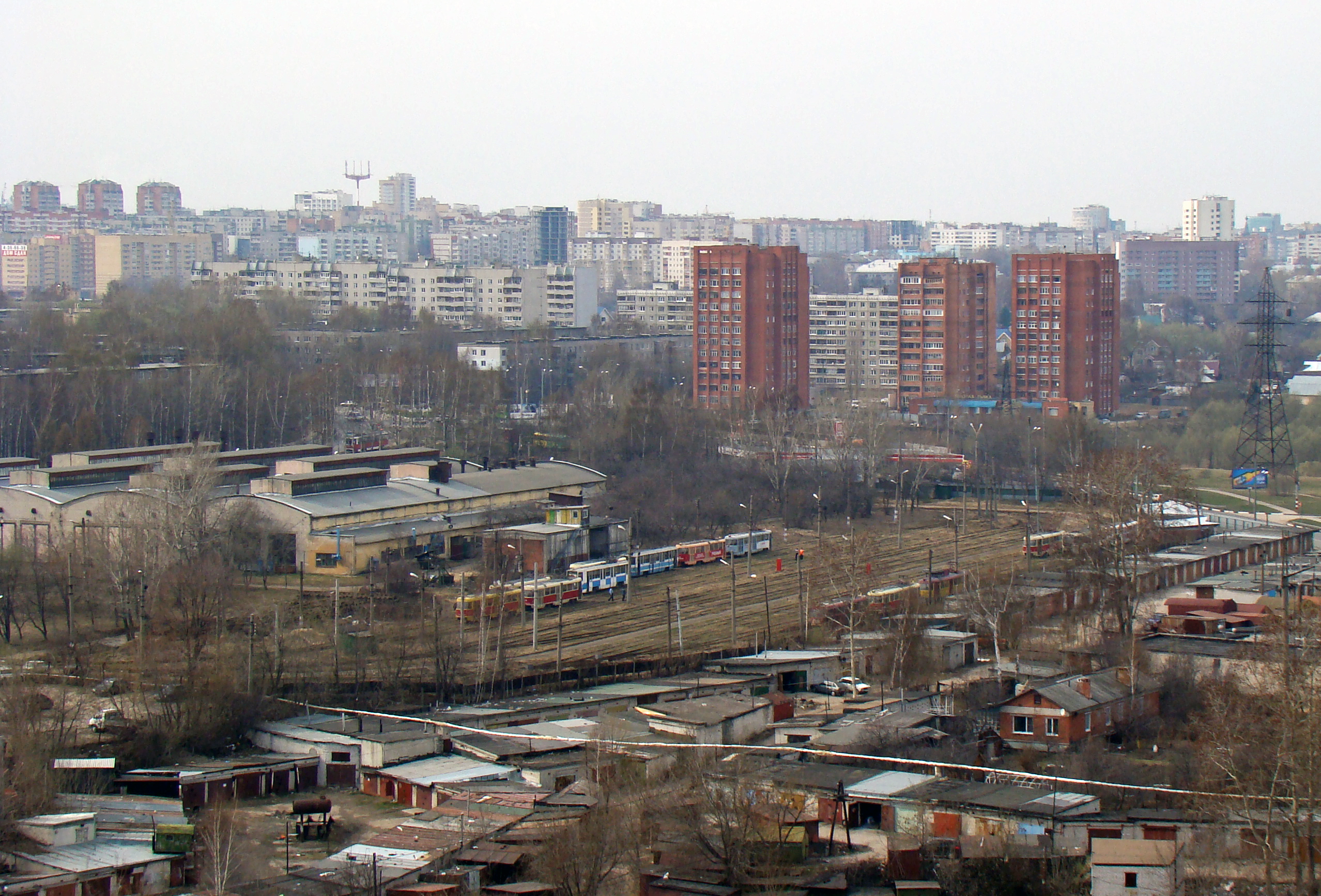
Вид на трамвайное депо № 1 и жилую застройку Советского района

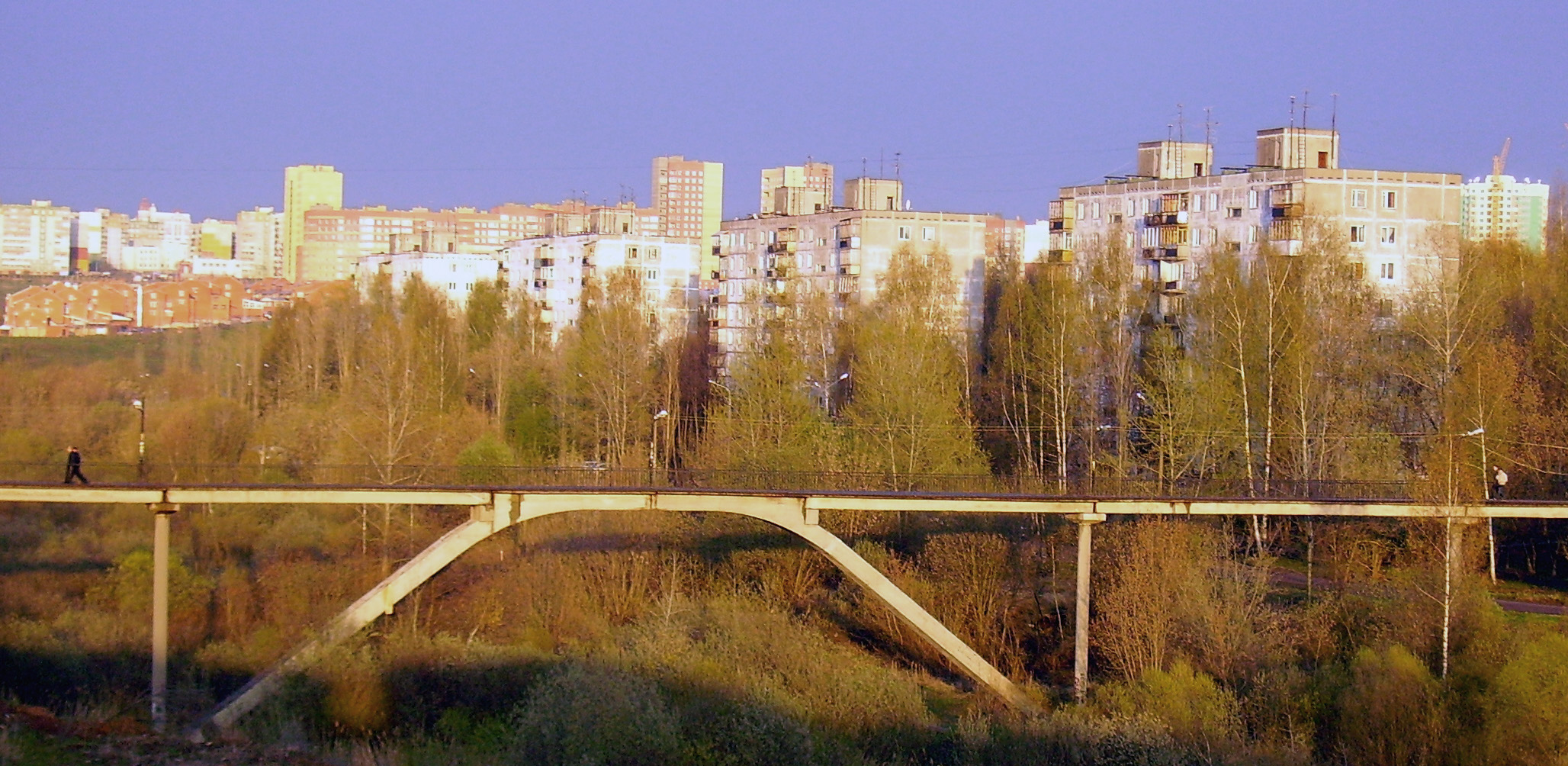
Вид на микрорайон Кузнечиха-1

Советский район расположен на крутом правом берегу реки Оки. Район граничит на севере и востоке с Нижегородским районом, на западе (по реке Оке) с Ленинским районом, на юге — с Приокским районом, на юго-востоке — с Кстовским районом Нижегородской области.

## История района
В 1799 было открыто второе городское Казанское кладбище, к которому в 1811 с юга пригородили прямоугольную территорию Крестовоздвиженского монастыря. По плану 1881 года определена Монастырская площадь (современная Лядова). Большой Арзамасский тракт (современный проспект Гагарина) стал застраиваться с начала XX века.
С юга к Нижнему Новгороду, границей которого была улица Напольная (с 1911 года улица Белинского), прилегала городская выгонная земля, и ней с 1839 года располагались государственные винные склады (современный завод/торговый центр «Старт») и частные кирпичные заводы. В 1866 году за Петропавловским кладбищем были спроектированы 4 прямоугольных квартала лесных складов. В 1881 году за Напольной проектировались два ряда кварталов для будущей застройки — всего 25 новых улиц до современной улицы Генкиной. В память 100-летия со дня рождения А. С. Пушкина с 1899 года проектировался Пушкинский сад.
В 1916 году было построено новое Красное кладбище для старообрядцев к северу от уже существовавшего Бугровского скита, после 1917 года оно стало общегородским. В настоящее время оно является старейшим действующим кладбищем Нижнего Новгорода.
В 1944 году территория района относилась к Ждановскому и Ворошиловскому районам, а до 1970 года входила в состав Приокского района, 9 декабря 1970 года из последнего был выделен современный Советский район, а прежний Советский район был переименован в Нижегородский.

## Население
Динамика населения внутригородского района (в городской черте):
| 1970     | 1979     | 1989     | 2002     | 2009     | 2010     | 2012     |
| -------- | -------- | -------- | -------- | -------- | -------- | -------- |
| 106 424  | ↗173 937 | ↗175 600 | ↘154 205 | ↘150 604 | ↘143 401 | ↗145 160 |
| 2013     | 2014     | 2015     | 2016     | 2017     | 2018     | 2019     |
| ↗147 867 | ↗148 324 | ↗148 968 | ↘148 909 | ↘148 066 | ↘147 325 | ↗148 238 |
| 2020     | 2021     | 2023     |          |          |          |          |
| ↗148 707 | ↘145 131 | ↗146 549 |          |          |          |          |

### Национальный состав
В Советском районе проживают представители порядка 85 национальностей и свыше тысячи человек без определённой национальной принадлежности (около 0,8 %). Свыше 90 % жителей относят себя к русским. Ниже приведены данные по 10 крупнейшим национальностям района согласно переписи 2010 года (численность населения — 143401 человек).
| Народ       | Русские | Татары | Украинцы | Армяне | Евреи | Мордва | Азербайджанцы | Чуваши | Белорусы | Грузины | Прочие |
| ----------- | ------- | ------ | -------- | ------ | ----- | ------ | ------------- | ------ | -------- | ------- | ------ |
| Численность | 134905  | 1289   | 1020     | 867    | 796   | 346    | 319           | 304    | 295      | 128     | 3169   |
| %           | 94,07   | 0,9    | 0,71     | 0,6    | 0,55  | 0,24   | 0,22          | 0,21   | 0,2      | 0,09    | 2,21   |

## Производственные предприятия
- ОАО «Гидромаш». Ведущее российское предприятие по разработке, производству и испытаниям шасси, гидроцилиндров и гидроагрегатов для всех типов летательных аппаратов.
- КБ «Вымпел»
- Группа компаний «Эталон-Р». Производство и реализация измерительного инструмента, весового оборудования, геодезических приборов.
- ОАО «НПО „Эркон“» — ведущий российский производитель резисторов.
- ОАО «Нижегородский завод точного машиностроения». Изготовление специального оборудования для производства электроники, медицинской и реабилитационной техники.
- Фармацевтическая компания ОАО «Нижфарм» (входит в холдинг Stada CIS).
- ООО «Никище» (Нижегородское кисте-щёточное предприятие).
- Предприятие «Волгагеология».
- ОАО «Тон» (чулочно-трикотажная фабрика).
- ОАО «Каравай» (хлебозавод).
- ОАО «Вермани». Производство макаронных изделий (в настоящее время производство остановлено).
- ОАО «Нижегородский завод шампанских вин».
- ЗАО «Роом». Производство алкогольных напитков
- ООО НПО «Диагностические системы» является крупнейшим в России предприятием по производству иммуноферментных тест-систем для диагностики инфекционных заболеваний, наборов реагентов для идентификации бактерий.

## Образование

Нижегородский государственный университет им. Н. И. Лобачевского, 2-й корпус

В районе расположены следующие высшие и средние специальные учебные заведения:
- Нижегородский государственный университет им. Н. И. Лобачевского — проспект Гагарина, 23.
- Нижегородский институт управления Российской Академии народного хозяйства и государственной службы при Президенте РФ — проспект Гагарина, 46.
- Учреждение дополнительного профессионального образования «Нижегородский институт развития образования» — ул. Ванеева, 203.
- Российский новый университет, филиал в г. Нижнем Новгороде — ул. Ошарская, 67.
- Нижегородский музыкальный колледж им. М. А. Балакирева — ул. Бекетова, 5В.
- Нижегородский колледж бытового сервиса — ул. Артельная, 9.
- Нижегородский строительный техникум — проспект Гагарина, 12.
- Нижегородский радиотехнический колледж — ул. Студенческая, 6.
- Нижегородский экономический техникум — ул. Генерала Ивлиева, 30.
- Нижегородский автотранспортный техникум — ул. Сестёр Невзоровых, 34/8Б.
- Республиканский заочный автотранспортный техникум — ул. Сестёр Невзоровых, 34/8Б.
- Нижегородский техникум отраслевых технологий — ул. Бекетова, 8Б.
- Нижегородский колледж теплоснабжения и автоматических систем управления — ул. Нартова, 23

Кроме того, на территории Советского района расположено 6 профессиональных училищ, гимназия имени А. С. Пушкина, гимназия № 53, медицинский лицей № 28 им. академика Б. А. Королёва), лицеи № 38, 15 общеобразовательных школ, общеобразовательная школа-интернат для слепых и слабовидящих детей им. Н. Островского, 35 дошкольных учреждений, 10 библиотек, школа искусств и хоровая школа «Жаворонок».

## Культура и досуг
Парки, скверы, лесопарковые зоны и зоны отдыха
- Ландшафтный Парк имени А. С. Пушкина. Решение о создании Пушкинского сада в Нижнем Новгороде было принято в 1899 году, тогда же современная территория парка была обнесена изгородью и подготовлена для посадок. Пятилетние берёзы и кусты акации были посажены в 1907 году при участии учащейся молодёжи. Ныняшняя площадь парка — 9,9 гектаров — ул. Белинского.

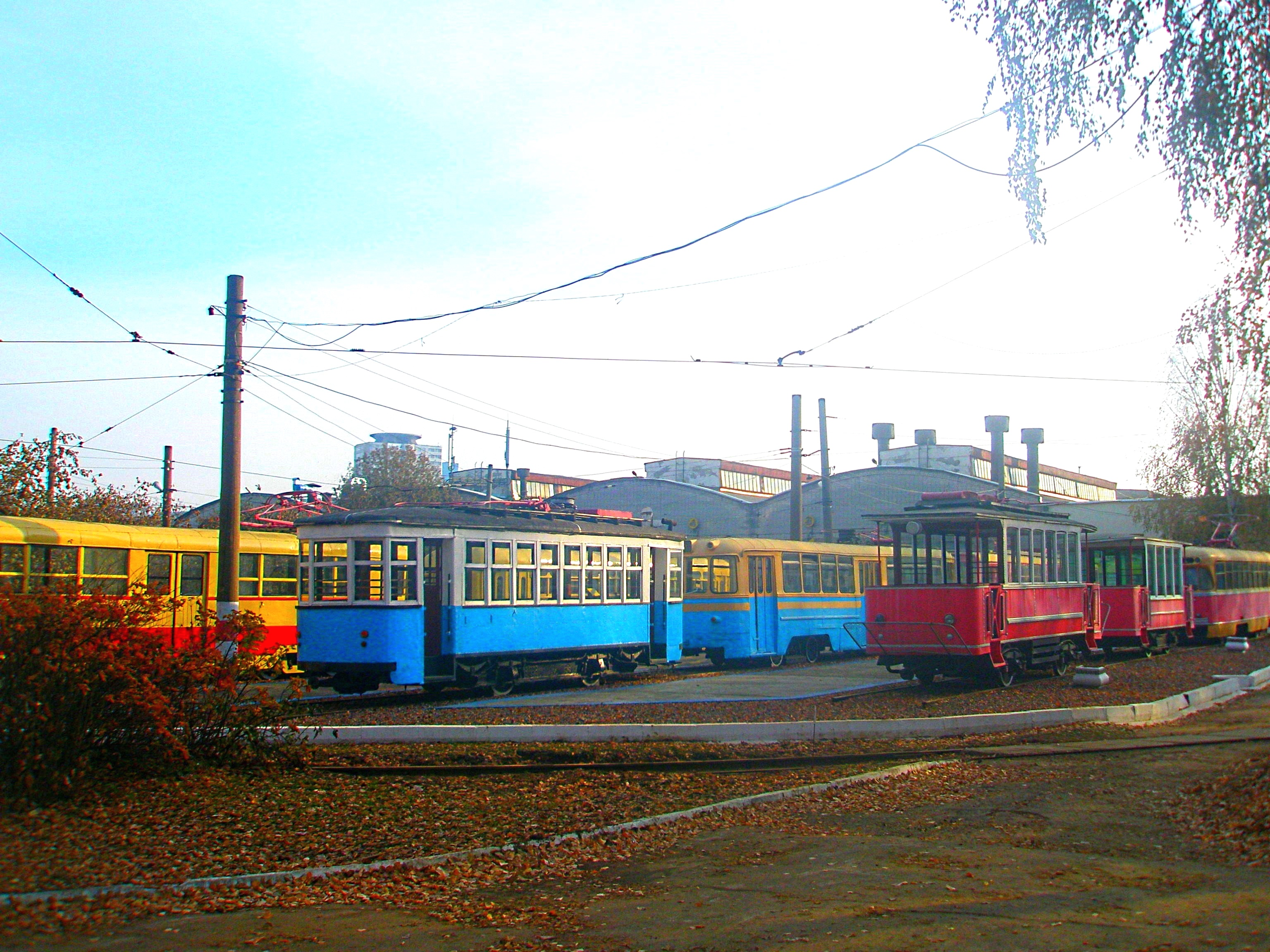
Музейные трамваи в Музее истории электротранспорта

- Зона отдыха «Щёлоковский хутор». Лесопарк находится на границе Советского и Приокского районов. Название получил по фамилии владельца бакалейщика Щелокова в 1870-х годах. Территория представляет собой остатки старинных липовых лесов и дубрав. На территории Щелоковского хутора находятся три озера с пляжными зонами, одна из которых — в Советском районе, развлекательные центры, лыжные базы, кафе. Также на территории лесопарка «Щелоковский хутор» в Советском районе расположен Музей архитектуры и быта народов Поволжья (ул. Горбатовская, 41).
- Сквер на улице Бекетова — ул. Бекетова, у дома 19а.

Театры

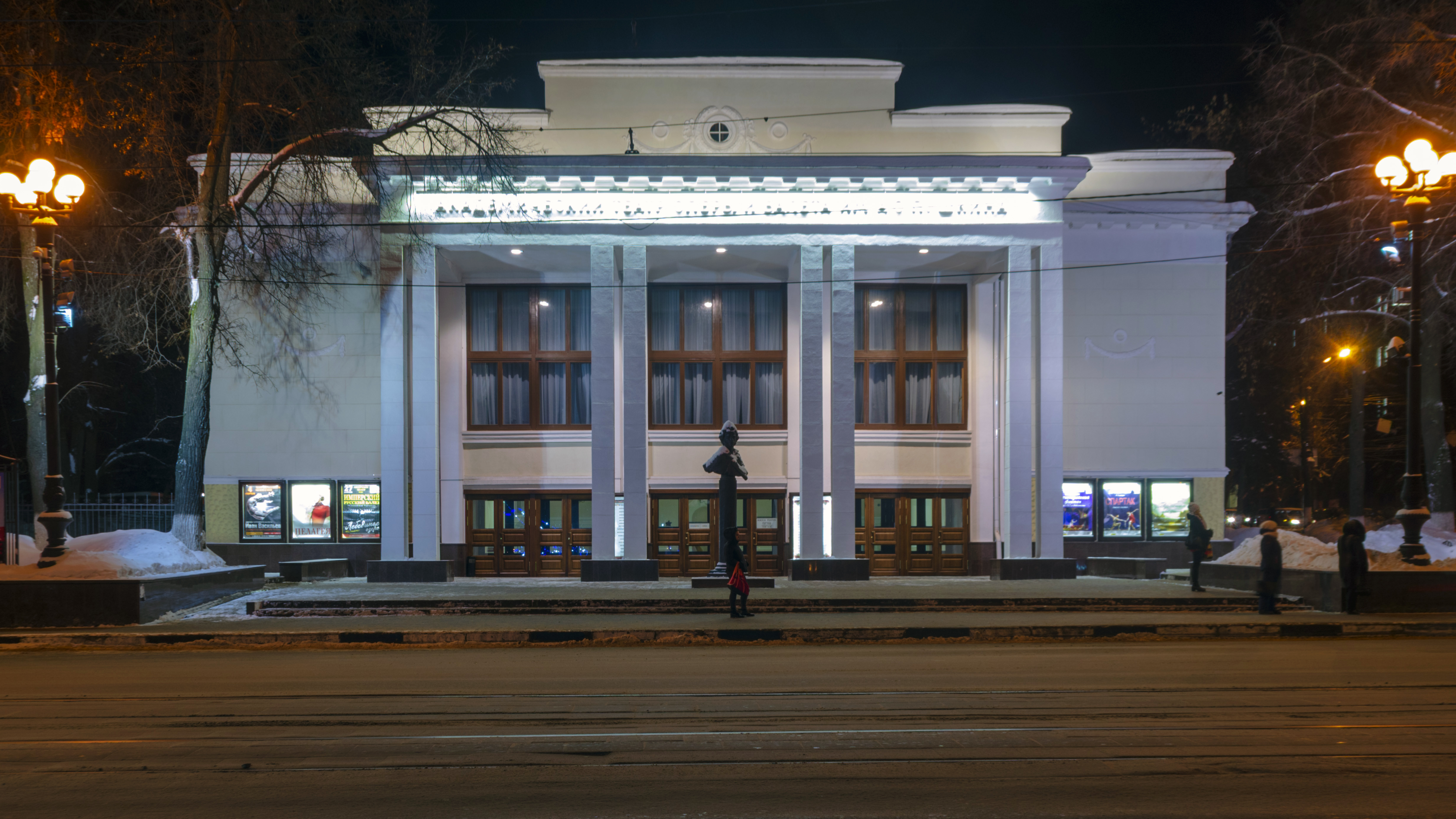
Театр оперы и балета им. А. С. Пушкина

- Нижегородский государственный академический театр оперы и балета имени А. С. Пушкина — ул. Белинского, 59.

Дома культуры, развлекательные комплексы и досуговые центры
- Дом культуры «Звезда» нижегородского областного правления ВОГ — ул. Бекетова, 73а.
- Дом детского творчества Советского района — ул. Бориса Панина, 5.
- Развлекательный комплекс — боулинг-центр «Победа» — ул. Бекетова, 38.

Музеи
- Музей архитектуры и быта народов Нижегородского Поволжья — филиал Нижегородского государственного историко-архитектурного музей-заповедника — ул. Горбатовская, 41.
- Музей истории электротранспорта — ул. Генерала Ивлиева, 1.
- Музей истории ННГУ им. Н. И. Лобачевского — проспект Гагарина, 23, корпус 2.
- Зоологический музей ННГУ им. Н. И. Лобачевского — проспект Гагарина, 23, корпус 1.
- Музей радиофизики ННГУ им. Н. И. Лобачевского — проспект Гагарина, 23, корпус 4.
- Геологический музей предприятия «Волгагеология» — ул. Ванеева, 18.

Библиотеки
Централизованная библиотечная система Советского района г. Нижнего Новгорода.
Спортивные сооружения
- Нагорный дворец спорта профсоюзов — проспект Гагарина, 29.
- Бассейн «Дельфин» — проспект Гагарина, 25.
- Спортивный комплекс ННГУ — проспект Гагарина, 25в.
- Спортивный комплекс ФСО профсоюзов «Спартак» — проспект Гагарина, 25а.
- Бассейн «Олимп» — ул. Ветеринарная, 2а.
- Учебно-тренировочный трамплин — деревня Кузнечиха.
- Нижегородский яхт-клуб — урочище Слуда.
- Фитнес-клуб сети World Class «Пушкинский De Luxe» класса премиум — ул. Тимирязева, 31а.
- Фитнес-клуб «ФизКульт Старт» — ул. Белинского, 61.
- Фитнес-клуб «ФизКульт Спорт» — ул. Белинского, 124.
- Саврасовские бани — ул. Верхняя, 18а.

## Религия

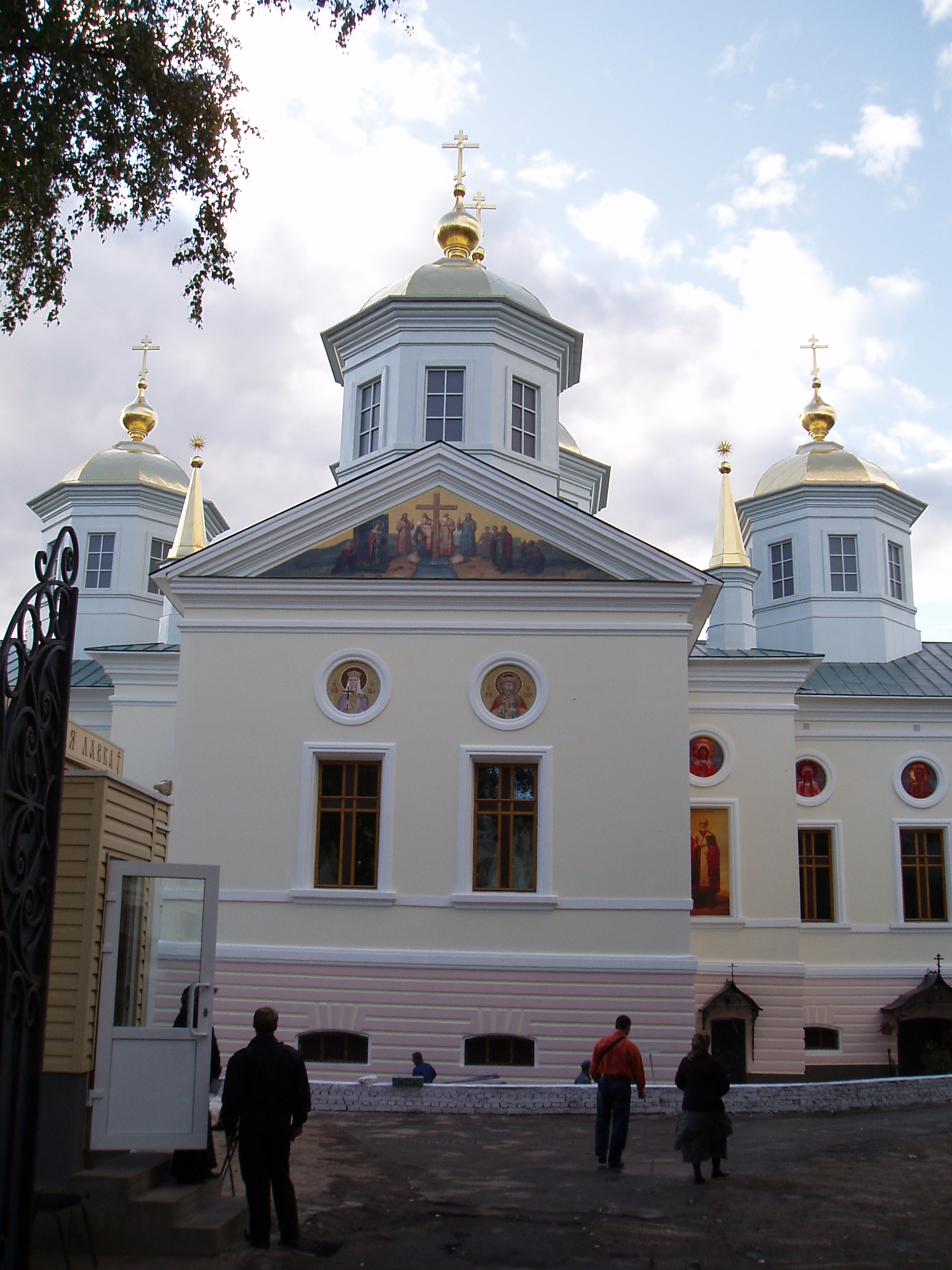
Крестовоздвиженский собор Крестовоздвиженского женского монастыря

- Ансамбль Крестовоздвиженского женского монастыря: Крестовоздвиженский женский собор (1814—1823 гг.), келейные корпуса (1820-е годы), трапезная (1820-е годы), фрагмент кирпичной ограды с угловой башней в западной части (1851 год), больничный корпус с домой церковью (1815 год), келейные корпуса (1815 год, 1820-е годы), фрагмент кирпичной ограды в северной части (памятник архитектуры регионального значения) 6,22, Окский съезд, 2а.
- Успенская (старообрядческая) церковь на Красном (Бугровском) кладбище (архитектор — В. А. Покровский, 1914—1916 гг., памятник архитектуры федерального значения) — ул. Пушкина, 34а.
- Церковь Всех Святых в Марьиной Роще (1998—1999 гг.) — Кладбищенский проезд, кладбище Марьина роща.
- Церковь Иконы Божией Матери Владимирской Оранской и защитников Отечества (2004 г.) — ул. Бекетова, 69/1.
- Центральная церковь евангельских христиан-баптистов — пер. Полтавский, 10.

## Памятники истории и архитектуры
Памятники истории, гражданской, промышленной и ландшафтной архитектуры, инженерного искусства

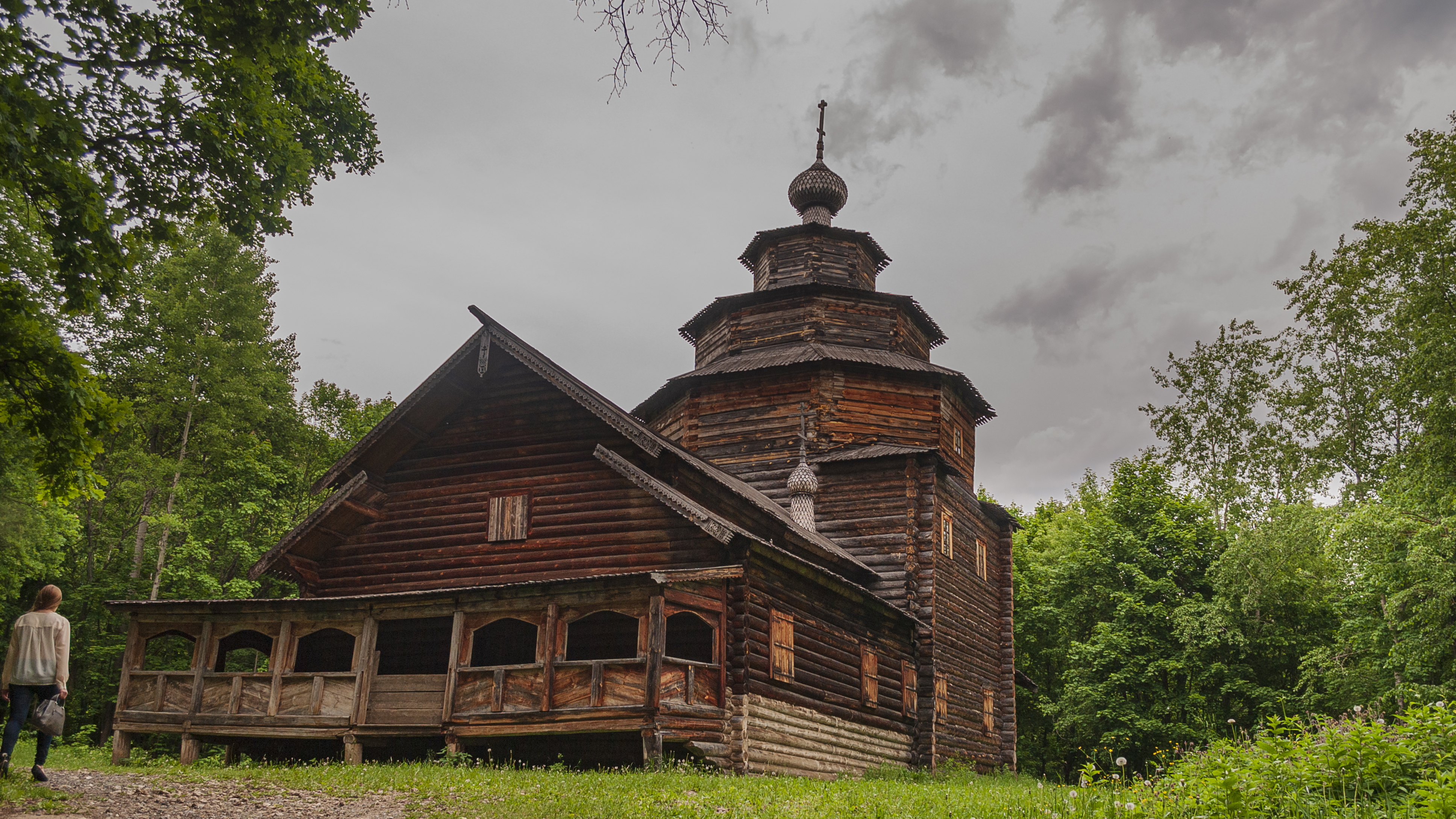
Нижний Новгород. Музей архитектуры и быта народов Нижегородского Поволжья. Покровская церковь (1731 г.)

- Комплекс Музея архитектуры и быта народов Нижегородского Поволжья (ул. Горбатовская, 41):
  - Покровская церковь (1731 г., памятник градостроительства и архитектуры федерального значения, объект перенесён из села Старые Ключищи Кстовского района);
  - Амбар коневой (вторая половина XIX в., памятник градостроительства и архитектуры федерального значения, объект перенесён из деревни Малая Дубрава Семёновского района);
  - Дом Салтыкова (конец XVIII — начало XIX вв., объект перенесён из села Кошелево Ковернинского района);
  - Покровская церковь (1672 год, объект перенесён из села Зелёное Городецкого района);
  - Дом М. П. Пашковой (середина XIX века, объект перенесён из деревни Перелаз Семёновского района);
  - Ветряная мельница-толчея (XIX в., объект перенесён из деревни Петухово Городецкого района);
  - Дом Павловой (середина XIX века, объект перенесён из деревни Раково Ковернинского района);
  - Водяная мельница (конец XIX века, объект перенесён из деревни Рябиновка);
  - Изба Обуховых (середина XIX века, объект перенесён из деревни Ульянково Городецкого района);
  - Дом Клочковой (1837 г., архитектор — Г. И. Кизеветтер, объект перенесён с улицы Варварской Нижнего Новгорода.
- Дом Дубовкина (1877 год, памятник градостроительства и архитектуры федерального значения) — дер. Кузнечиха, 48

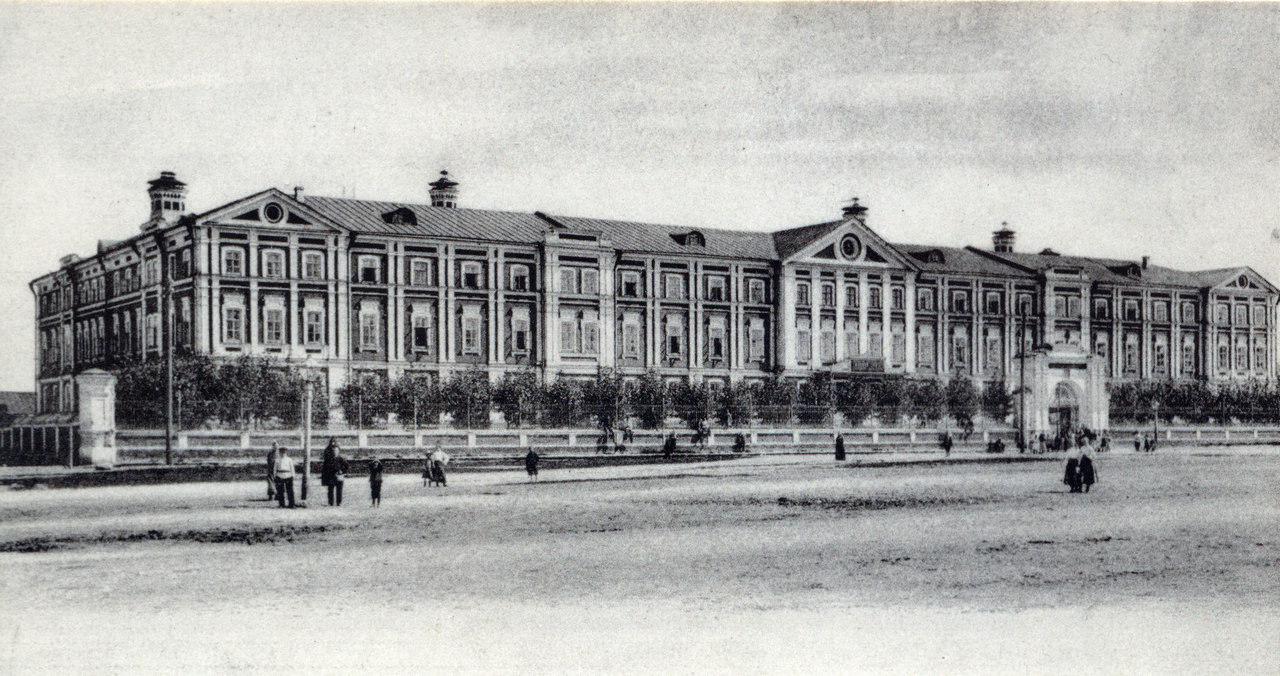
Вдовий дом Н. А. Бугрова. Фото н. 20 века

- Городской общественный Вдовий дом имени Блиновых и Бугровых (1885 г.), ныне общежитие НГТУ — проспект Гагарина, 2 (Площадь Лядова),
- Парк, заложенный к 100-летию со дня рождения А. С. Пушкина, ныне Парк имени А. С. Пушкина (1899—1907 гг.) — ул. Белинского.
- Народный дом, построенный по инициативе общества распространения начального образования в Нижегородской губернии при содействии М. Горького (1903 год, перестроен в начале 30-х годов XX века), ныне Оперный театр — ул. Белинского, 59.
- Ремесленное училище при Вдовьем доме с кованой решёткой ограды (1907 г., архитектор Н. М. Вешняков) — ул. Кулибина, 3.
- Комплекс зданий Тобольских казарм: служебные корпуса, казармы (1910 г.) — проспект Гагарина, 60.
- Городское Георгиевское училище (1905 г., архитектор Л. Д. Агафонов) — ул. Ванеева, 7/57.
- Казённый винный склад (1899—1901 гг.) — ул. Белинского, 61.
- Комплекс зданий городской тюрьмы (1913—1916 гг.) — проспект Гагарина, 26а.
- Пожарное депо (1939 г., архитектор А. А. Яковлев) — ул. Пушкина, 9.
- Ансамбль Красного (Бугровского) кладбища (80-90 е гг. 19 в.) — ул. Пушкина, 34:
  - дом причта Успенской старообрядческой церкви (начало XX в.);
  - ворота с двумя строжками (начало XX в., архитектор — В. А. Покровский);
  - кирпичная ограда (начало XX в.).
- Сохранившаяся часть кирпичной ограды с угловой башней Бугровского старообрядческого скита (70-е гг. XIX века) — ул. Пушкина.

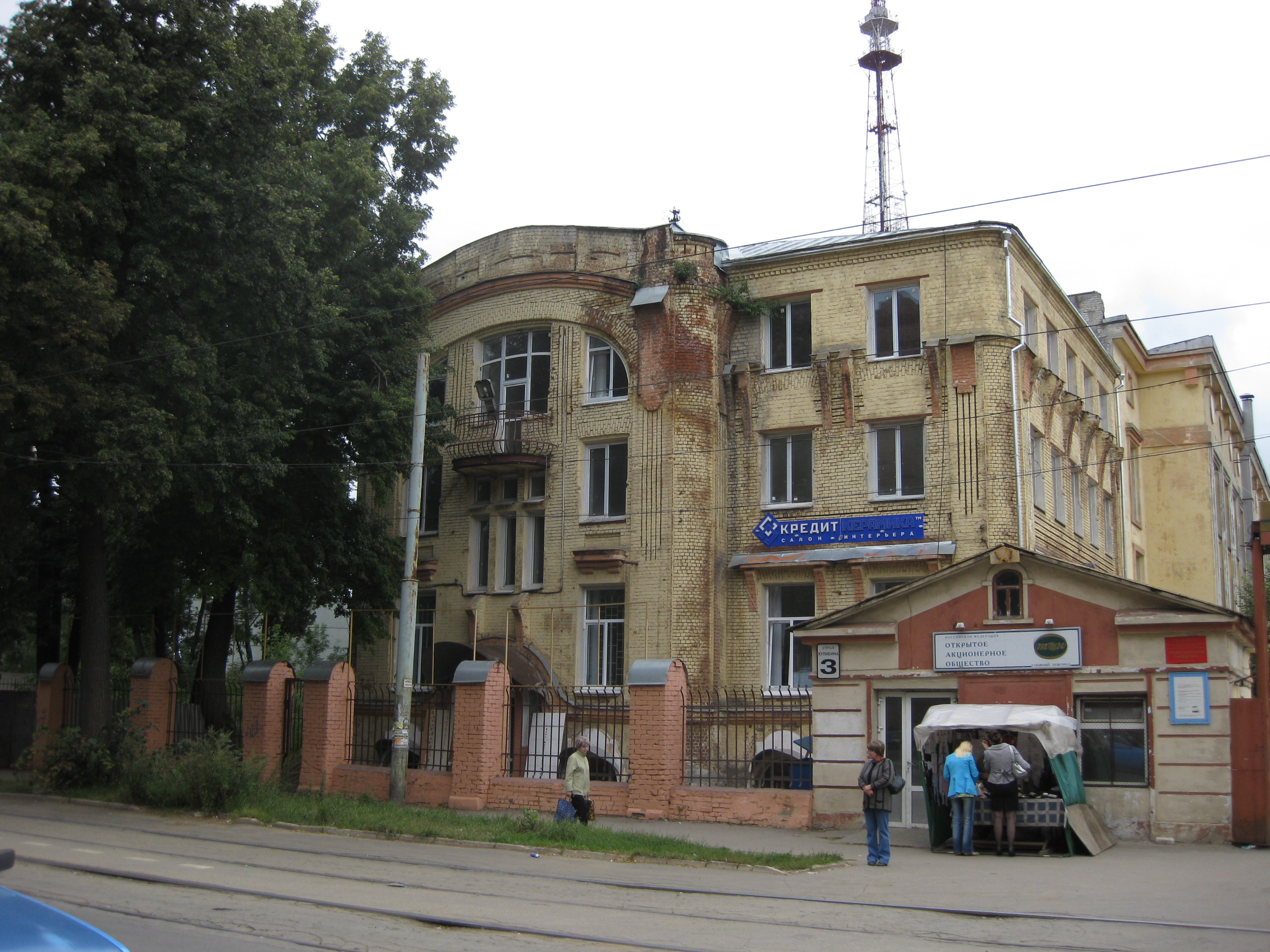
Ремесленное училище при Вдовьем доме (1907 г., архитектор Н. М. Вешняков)
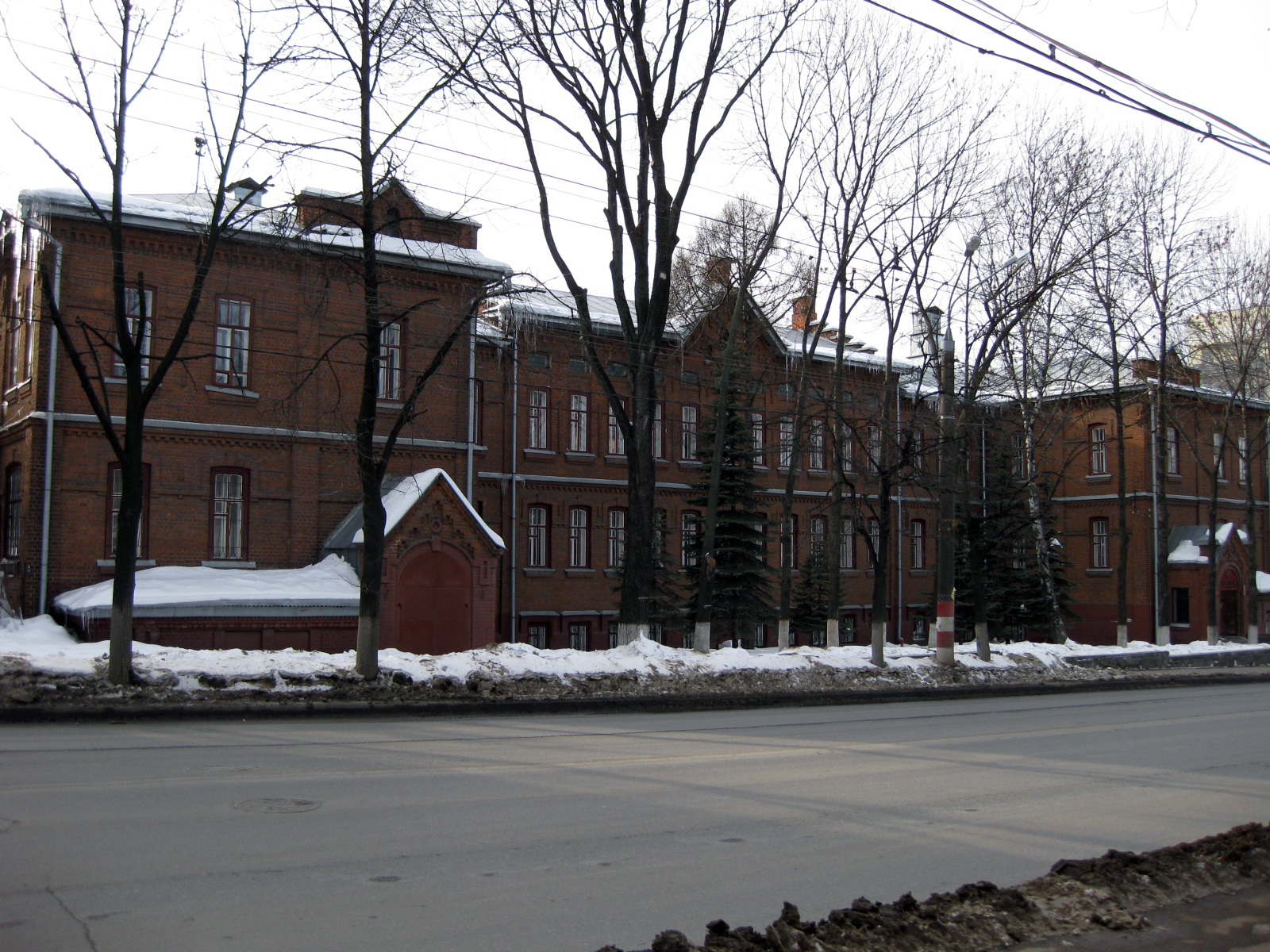
Городское «Георгиевское» училище (1905 г., архитектор Л. Д. Агафонов)
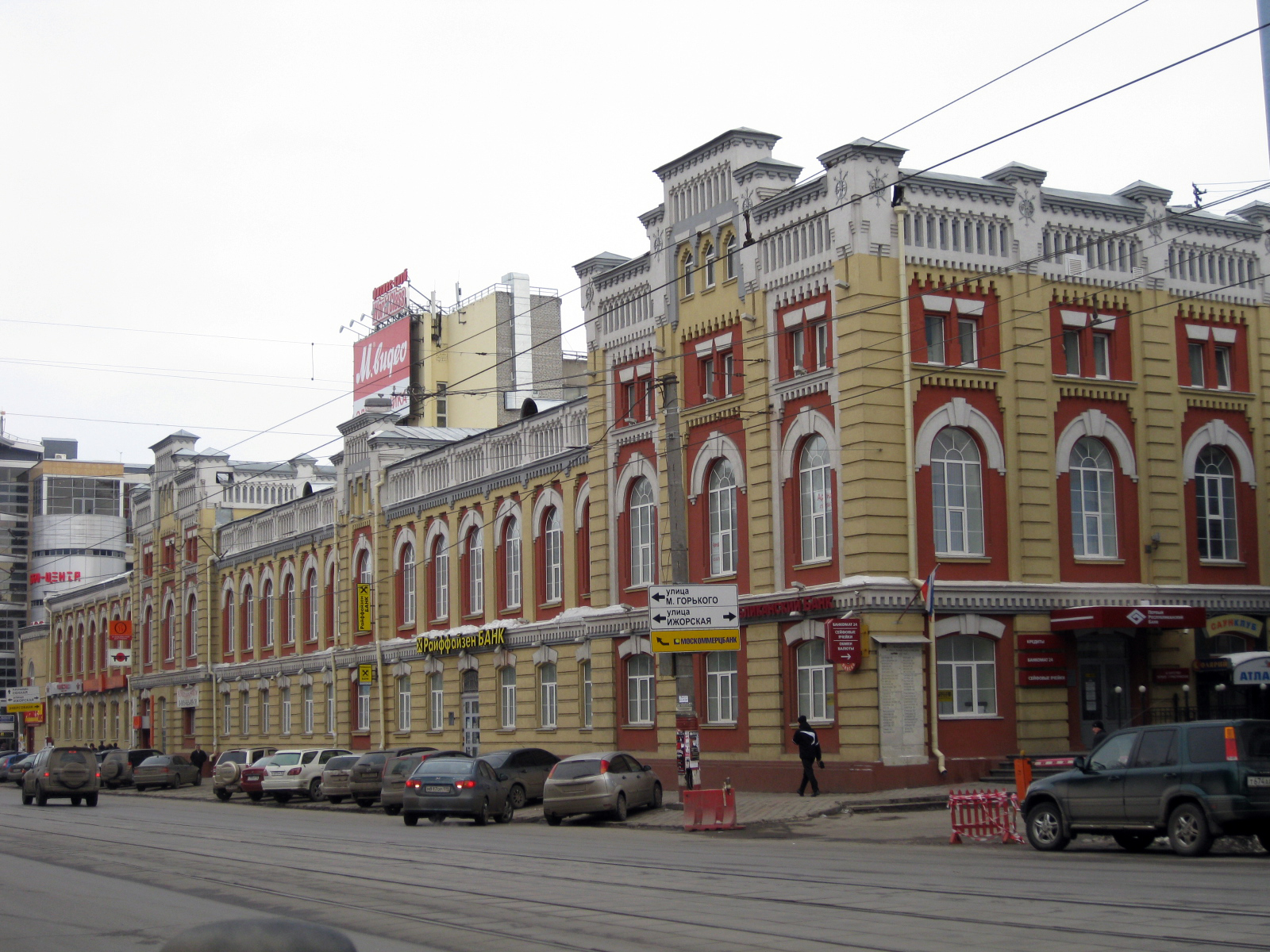
Казённый винный склад (1899—1901 гг.)
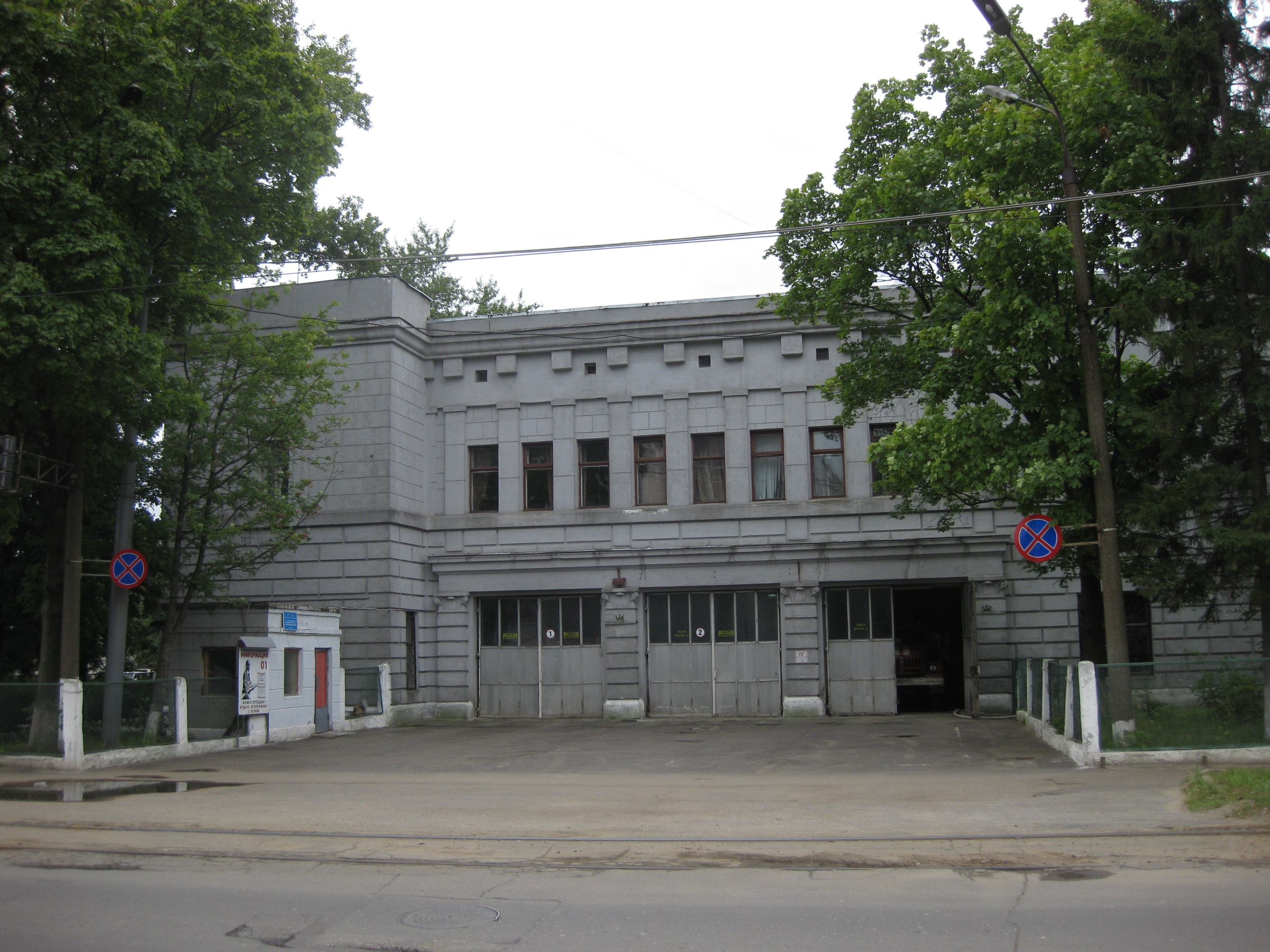
Пожарное депо (1939 г., архитектор А. А. Яковлев)

Мемориалы, памятники известным людям и памятные знаки
- Скульптурный бюст А. С. Пушкина (1999 г., скульптор Т. Г. Холуева) — ул. Белинского, 59.
- Скульптурная композиция «Подвиг пожарного» (1975 г., скульптор В. И. Бебенин) — Окский съезд, 6.
- Скульптурный бюст Н. А. Островского (1983 г., скульптор Т. Г. Холуева) — ул. Юбилейная, 5.
- Памятный знак преподавателям и студентам — защитникам Отечества — проспект Гагарина, 23, городок ННГУ им. Н. И. Лобачевского.
- Памятный знак народному ополчению 1941 г. — ул. Белинского, Сад им. Пушкина.
- Бюст Маршала Советского Союза К. К. Рокоссовского (2000 г.) — ул. Маршала Рокоссовского, 15.
- Стела в честь защитников Отечества — ул. Ванеева, 104/3.
- Памятный знак в честь фронтовиков и тружеников тыла в годы Великой Отечественной войны (2010 г.) — сквер на пересечении улиц Бекетова и Нартова.
- Бюст летчика Бориса Панина (1985 г.) — ул. Ванеева, 77.
- Макет боевого самолёта (1982 г.) — ул. Ванеева, 77.
- Памятник воинам, погибшим в годы Великой Отечественной войны — деревня Кузнечиха, 50.
- Памятник воинам, погибшим в годы Великой Отечественной войны 1941—1945 гг. (1965 г.) — деревня Новопокровское.

Братские могилы
- Комплекс участков захоронений воинов, умерших от ран в эвакогоспиталях в годы Великой Отечественной войны 1941—1945 гг. (всего — 14 братских могил) — Кладбищенский проезд (пер. Нартова, 3), кладбище Марьина Роща
- Братская могила работников завода им. Ленина, погибших от фашистской бомбы 4 ноября 1941 года — ул. Пушкина, 34, Красное (Бугровское) кладбище
- Могила полярных лётчиков, трагически погибших в 1956 году — ул. Пушкина, 34, Красное (Бугровское) кладбище

## Кладбища
- Красное (Бугровское) кладбище — ул. Пушкина, 34.
- Кладбище «Марьина роща» — пер. Нартова, 3 (Кладбищенский проезд).

## Микрорайоны
- Высоково,
- Западный городок,
- деревня Кузнечиха,
- микрорайон Кузнечиха,
- Лапшиха,
- Нагорный,
- Новопокровское,
- Посёлок учхоза «Пригородный»,
- Сахарный Дол,
- Слуда,
- Тобольские казармы.